# Kuşçulu, Çarşamba
Kuşçulu là một xã thuộc huyện Çarşamba, tỉnh Samsun, Thổ Nhĩ Kỳ. Dân số thời điểm năm 2010 là 257 người.